# Plafó
Un plafó és una peça plana que, en un moble, en una porta, etc., tapa l'espai comprès entre els muntants o els travessers.